# Rewolucyjna Armia Ludu (Argentyna)

Flaga używana przez grupę

Rewolucyjna Armia Ludu (hiszp. Ejercito Revolucionario del Pueblo, ERP) – organizacja partyzancka w Argentynie.

## Historia
Utworzona w 1970 roku. Była zbrojnym skrzydłem działającej od 1968 roku Walczącej Rewolucyjnej Partii Pracujących. We wrześniu 1973 roku jej członkowie oskarżeni zostali o zabicie lidera peronistowskiej centrali związkowej CGT. Od tego czasu toczyła wojnę z rządem. Na początku 1975 rozpoczęła intensywną partyzantkę wiejską w prowincji Tucumán, co kończy się klęską. Została rozbita do końca 1979 roku, w trakcie tzw. brudnej wojny.
Liderami organizacji byli Mario Roberto Santucho, Enrique Gorriarán Merlo i Luis Mattini.

## Kontakty zagraniczne
Organizacja należała do sojuszu znanego jako Junta Koordynacji Rewolucyjnej (JCR). Do koalicji należały też boliwijska Armia Wyzwolenia Narodowego (ELN), chilijski Ruch Lewicy Rewolucyjnej (MIR) i urugwajski ruch Tupamaros.

## Ideologia
Pierwotnie wyznawała doktrynę trockizmu, a następnie maoizmu.